# Möhne
Die Möhne ist ein 65,1 km langer, östlicher und orographisch rechter Zufluss der Ruhr in Nordrhein-Westfalen, der im Hochsauerlandkreis und im Kreis Soest verläuft. Der Großteil des Möhnelaufs ist als Naturschutzgebiet ausgewiesen, nur kleinere Bereiche sind als Landschaftsschutzgebiet ausgewiesen oder ohne Schutzausweisung.

## Geographie

### Quellbereich

#### Umstrittene Möhnequelle

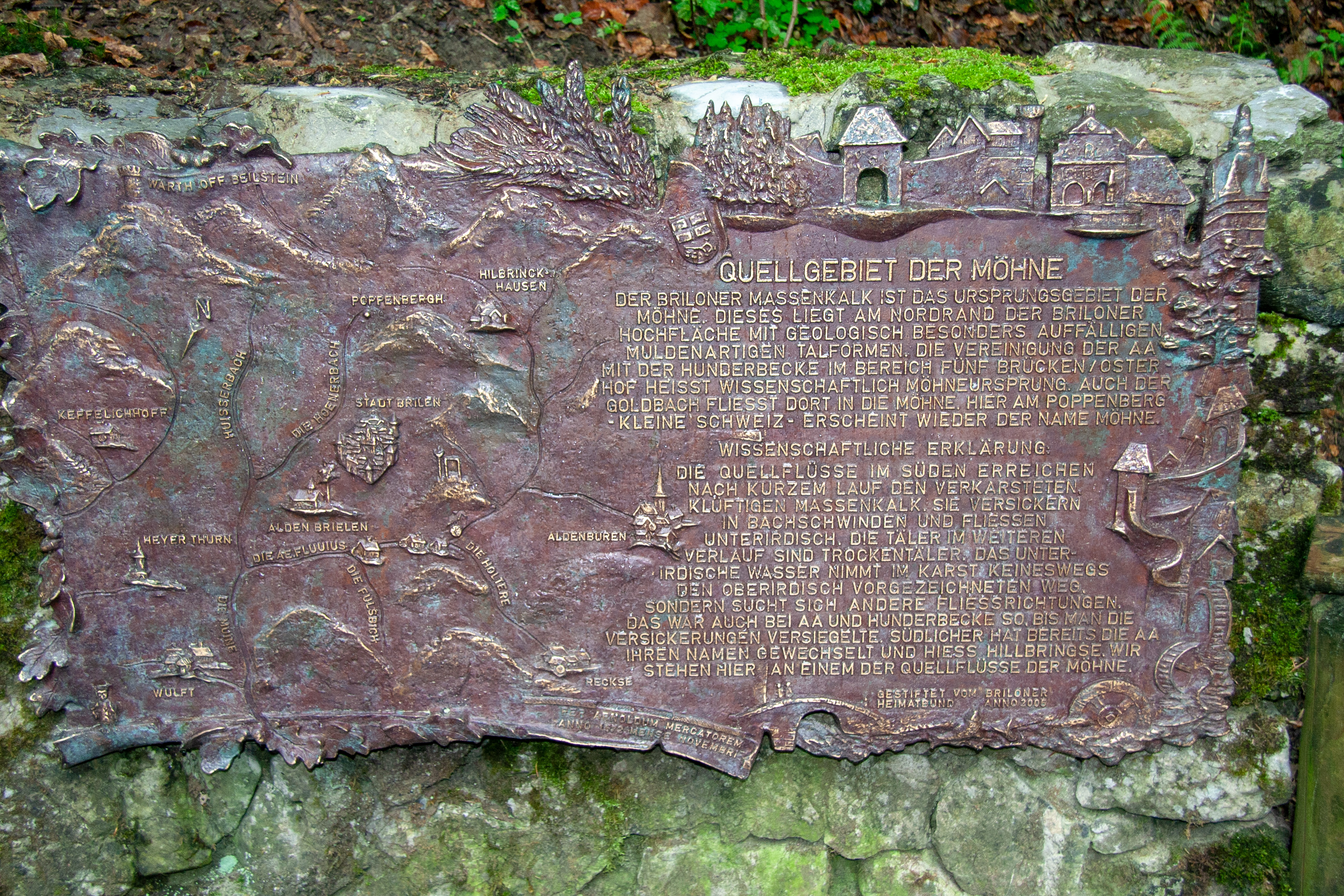
Hinweistafel an der Möhnequelle in Brilon

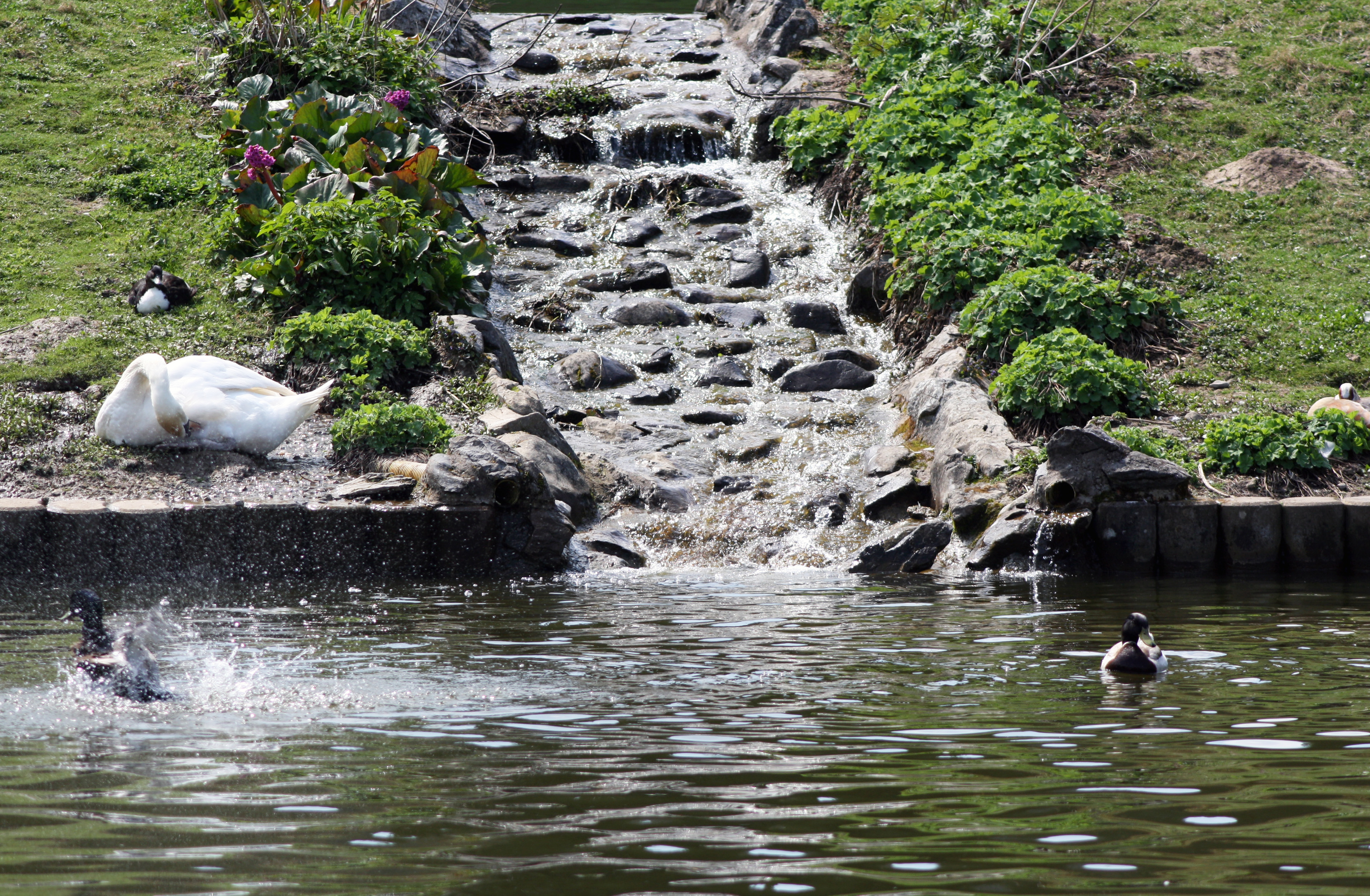
Möhnezufluss kurz hinter der Quelle in den Kurgartenteich in Brilon

Im Jahr 1971 wurde die Lage der Möhnequelle nach heftigen Diskussionen auf eine Stelle oberhalb des Briloner Kurparks festgelegt. Trotzdem beanspruchen auch die Stadtteile Altenbüren, Gudenhagen-Petersborn und Scharfenberg die Lage des Flussursprungs.
Der Deutschen Grundkarte (DGK) kann man folgende Informationen entnehmen: Bei der DGK5 4617/8 wurde nahe dem Poppenberg südlich von Brilon die Möhnequelle eingezeichnet. Auf der DGK5 4517/23 beginnt die Möhne aber erst nach dem Zusammenfluss von Hunderbecke und Aa. Die Vereinigung beider Fließgewässer heißt wissenschaftlich Möhneursprung. Demzufolge ist die eingezeichnete Möhnequelle die Quelle der Hunderbecke.
Bevor der Briloner Kurpark angelegt wurde, durchfloss die Hunderbecke ein Sumpfgebiet. Heute bewahrt und kanalisiert sie eine Betonrinne und verhindert die vorzeitige Versickerung. Auch die Aa durchfließt die Briloner Hochfläche. Im Massenkalk dieses Höhenzugs verschwinden die meisten Bäche in Bachschwinden oder Schwalglöchern im Untergrund. Viele dieser Bachschwinden wurden jedoch von Landwirten verfüllt, sodass die Wasser von Aa und Hunderbecke nicht mehr gänzlich im Erdreich verschwinden und ihre Bachbetten nicht mehr trockenfallen.
In früheren Zeiten floss die Möhne erst ab der Einmündung des Goldbachs ganzjährig durch, weshalb die Möhnequelle auf alten Karten mit der höchsten Quelle im Goldbach-Quellgebiet unterhalb des 553 m hohen Berges Sonder bei Scharfenberg eingezeichnet wurde. Somit wäre der Scharfenberger Anspruch aus historischer und wasserführender Sicht berechtigt. Bürger von Altenbüren sehen sich an der Quelle der Aa, und läge dort die Möhnequelle, wäre die Möhne länger als über die Quellflüsse Hunderbecke oder Goldbach. Spätestens jetzt erhebt man auch in Petersborn Einspruch, denn der Aa-Zulauf Hilbringsen ist noch länger, verschwand aber auch früher im Massenkalk.
Ungeachtet der Diskussion, welcher Quellfluss nun der wichtigste Quellfluss der Möhne ist, entspringt die Möhne bei Brilon. Ihre Quellflüsse heißen Goldbach, Aa und Hunderbecke.

#### Hydrologische Quelle
Die Möhne entspringt im Hochsauerlandkreis am Südrand der weitläufigen Briloner Hochfläche etwa 2 km südsüdöstlich der Innenstadt von Brilon. Die Quelle liegt am Osthang des Poppenbergs auf etwa 545 m ü. NHN im Gewann Helle, der so genannten „Kleinen Schweiz“. Südlich der Quelle liegt die Feriensiedlung Poppenberg und jenseits davon der Stadtteil Gudenhagen-Petersborn. Östlich verläuft ein Abschnitt der Bundesstraße 251, die von Brilon in Richtung Süden nach Willingen führt. Ein Abschnitt des Rothaarsteigs, eines von Brilon bis Dillenburg überwiegend auf dem Hauptkamm des Rothaargebirges verlaufenden Fernwanderweges, passiert die Quelle an einer etwas unterhalb davon stehenden ehemaligen Sprungschanze. Der MöhnetalRadweg verläuft fast auf kompletter Länge entlang des Flusses.

#### Quellbäche

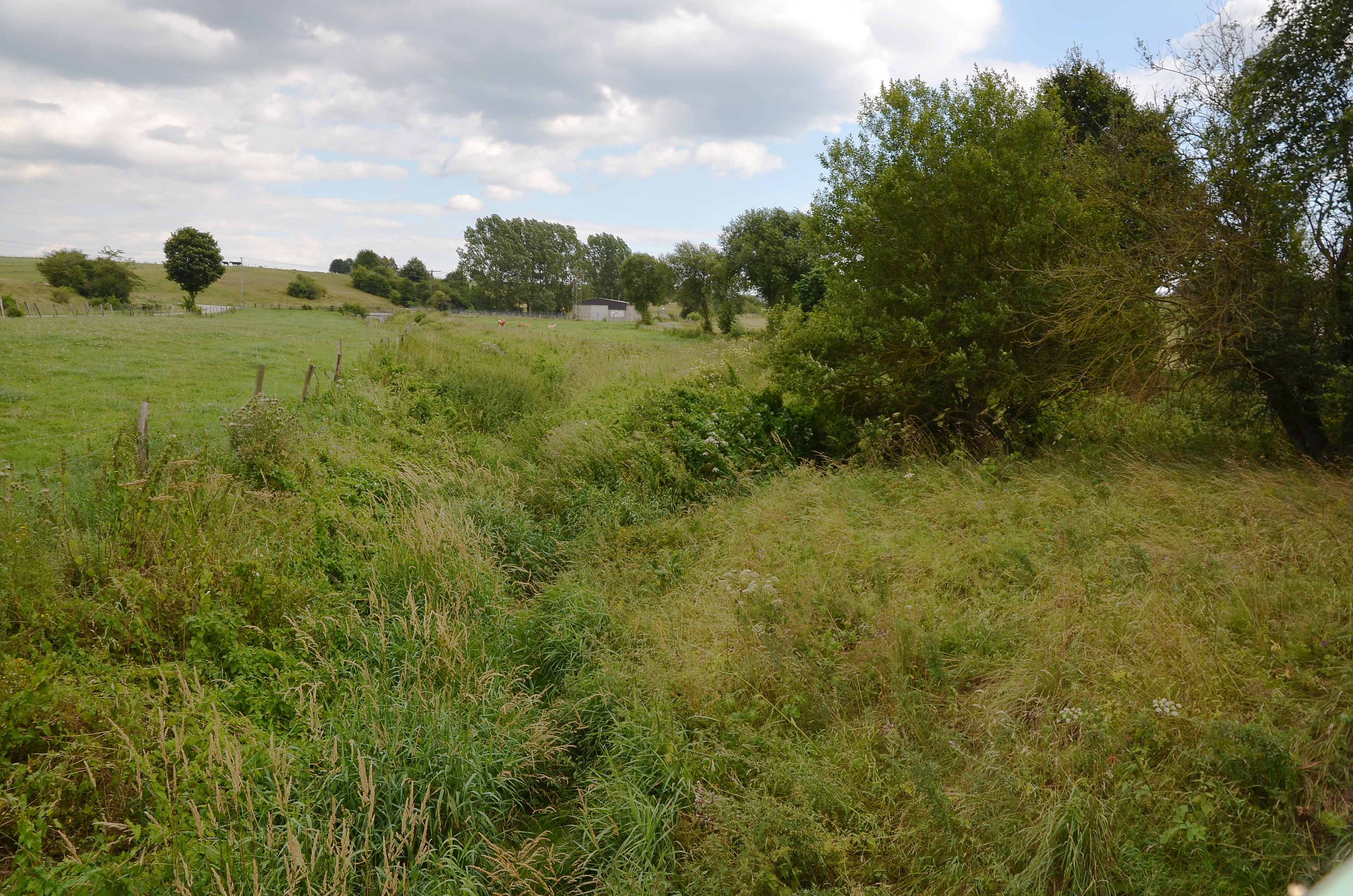
Vereinigung der Hunderbecke und der Aa am Möhneursprung nördlich von Brilon

Zu den historisch bedingt als Möhne-Quellbäche betrachteten Fließgewässern gehören diese (am Zusammenfluss von folgend genannter Hunderbecke und Aa liegt der Möhneursprung; Aa und Goldbach können auch als Zuflüsse betrachtet werden):
- Hunderbecke (von der Möhnequelle unterhalb des Poppenbergs kommend; zum Möhneursprung fließend)
- Aa (Einmündung am Möhneursprung; 800 m nördlich vom Rand der Briloner Kernstadt bei „Fünf Brücken“)
- Goldbach (Einmündung zwischen Brilon und Wülfte am Osterhof)

#### Hunderbecke
Ein Teil der Möhne fließt als „Hunderbecke“ anfangs oberirdisch durch den Kurpark, wobei das Bachbett einbetoniert ist und zeitweilig trockenfällt, ein anderer Teil fließt durch die Kanalisation. Bei der Kläranlage am Ostring im Nordteil von Brilon taucht die Möhne wieder als „Hunderbecke“ auf und fließt entlang der B 480 nach Norden. Ab dem Zufluss der Aa (Möhneursprung) heißt sie dann Möhne.

### Weiterer Verlauf
Etwas weiter nordnordwestlich passiert die Möhne den etwas abseits bzw. östlich und zugleich oberhalb des Flusses gelegenen Briloner Stadtteil Wülfte, wobei am dortigen Osterhof der von Südwesten kommende Goldbach einmündet. Vom anschließenden Abzweig der B 516 von der B 480 wendet sie sich etwas mehr nach Nordwesten.
Dann übertritt die Möhne die Grenze zum Kreis Soest, wobei ihr Tal nordöstlich von den südwestlichen Ausläufern des Sintfelds begrenzt wird. Ab Rüthen, das sie südlich tangiert und wonach die Glenne als längster Möhne-Zufluss einmündet, verläuft die Möhne zwischen dem Haarstrang im Norden und dem Oberen Arnsberger Wald im Süden.

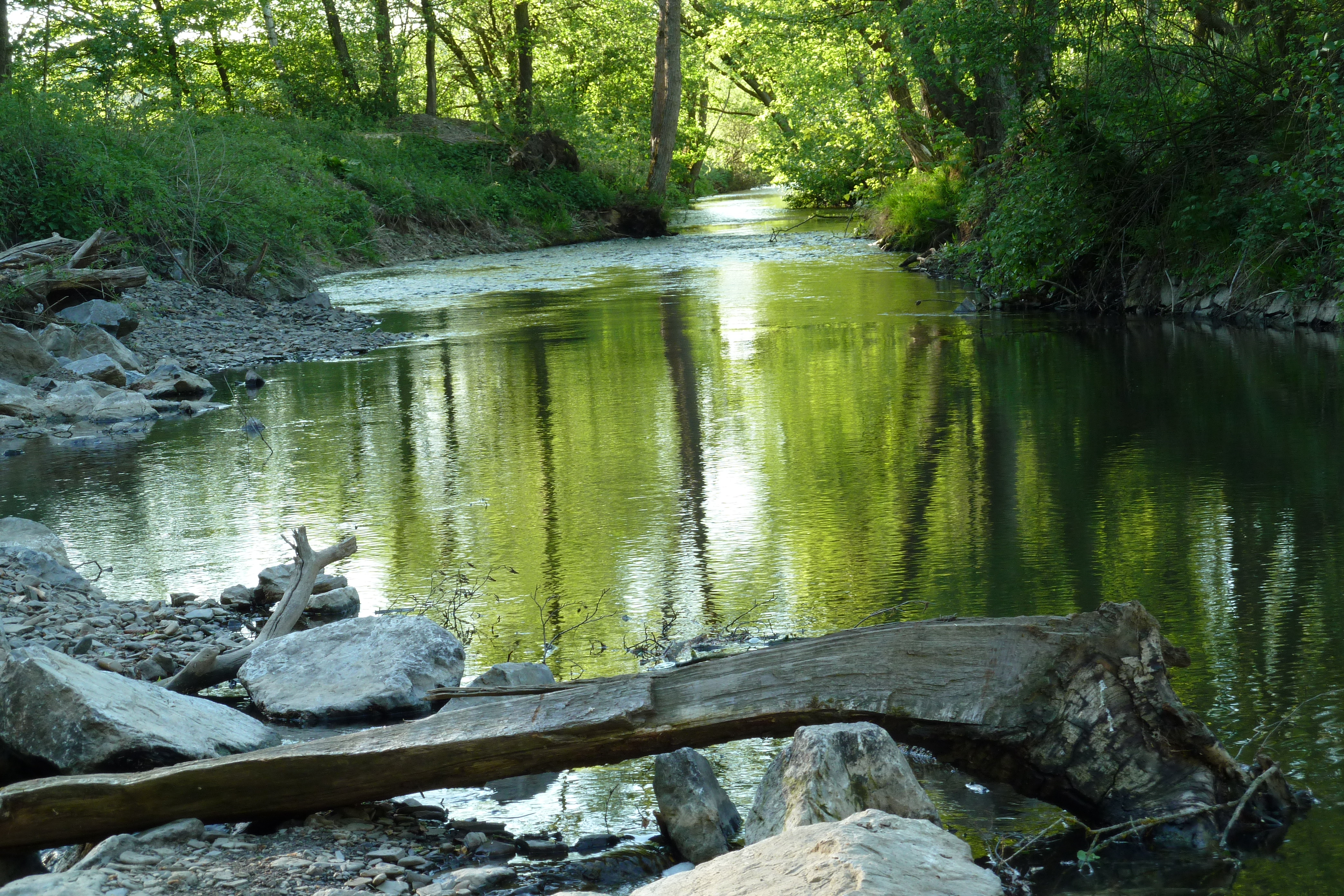
Die Möhne bei Warstein-Mülheim

Dabei erreicht die Möhne die Gemarkung der Stadt Warstein, in dem sie erst den Ortsteil Belecke durchfließt, wo von Süden kommend die Wester als zweitlängster Möhne-Zufluss einmündet. Dann fließt sie durch die Ortsteile Mülheim und Sichtigvor hindurch. Hierauf durchquert der Fluss Allagen. Von dort verläuft er zwischen dem Haarstrang im Norden und dem Unteren Arnsberger Wald im Süden in westlicher Richtung. Dabei passiert er die nördlich des Flusses gelegene Allagener Ortslage Westendorf und fließt danach durch Niederbergheim mit der etwas nördlich des Flusses liegenden Ortslage Oberbergheim; bei Niederbergheim verlässt die B 516 den Fluss nordwestwärts.
Hiernach verläuft die Möhne in der Gemeinde Möhnesee durch den Ortsteil Völlinghausen und fließt anschließend in das Wameler Vorbecken der Möhnetalsperre, das durch ein Wehr einen konstanten Wasserspiegel aufweist. Im Gemeindeteil Stockum mit dem gleichnamigen Damm wird hinter dem Wehr das Hauptbecken der Talsperre erreicht, das gerne als Möhnesee bezeichnet wird. Bei dem Stauziel von (213,7 m) besitzt die Talsperre eine Oberfläche von 10,37 km². Am Ufer des Stausees folgen in Richtung Westen die Gemeindeteile Körbecke und Delecke, wo das Stillgewässer von der B 229 überbrückt ist. Von Ostsüdosten kommend mündet die Heve als drittlängster Möhne-Zufluss zunächst in das Heve-Vorbecken und anschließend in den Hevearm der Talsperre. Über das Kraftwerk an der Möhnestaumauer gelangt das Möhnewasser in den Ausgleichsweiher bei Günne, an dessen Ausfluss ein weiteres Kraftwerk durchströmt wird.
Unterhalb des Ausgleichsweihers erreicht die Möhne das Gemeindegebiet von Ense, in dem sie südwärts verläuft. Fortan fließt sie zwischen dem Haarstrang im Westen und dem Unteren Arnsberger Wald im Osten. Dabei tangiert sie den Ortsteil Niederense südöstlich, um erst unterhalb des Ortsteils Steetsberg, den sie westlich passiert, den kleinen Enser See (162,5 m) zu durchfließen und danach wieder im Hochsauerlandkreis zu verlaufen.
Hiernach erreicht die Möhne den nordwestlichen Arnsberger Stadtteil Neheim-Hüsten und dann dessen Ortsteil Moosfelde. Sie unterquert anschließend zwischen den Ortsteilen Totenberg im Norden und Binnerfeld im Süden die Bundesautobahn 46. Unmittelbar westlich der Anschlussstelle Neheim mündet die Möhne schließlich von Osten kommend auf rund 153 m Höhe in die dort von Süden heran fließende Ruhr.

### Einzugsgebiet
Das 468,579 km² große Einzugsgebiet der Möhne wird durch sie über die Ruhr und den Rhein zur Nordsee.entwässert.
Es setzt wie folgt zusammen:
- 4,9 % – Siedlungs- und Verkehrsflächen
- 0,6 % – industrielle und gewerbliche Flächen
- 2,1 % – Wasserflächen
- 56,3 % – Waldflächen
- 36,1 % – landwirtschaftliche Flächen[3]

### Zuflüsse
Wichtigster Möhne-Zufluss ist die Heve, die in die Vorsperre Hevesee und dann in den Hevearm des Möhnsees mündet. Mit einem 91,127 km² großen Einzugsgebiet hat sie einen Anteil von etwa 20 % an dem der Möhne. Weitere wichtige Zuflüsse sind Glenne und Wester.
Möhne-Zuflüsse im Überblick:

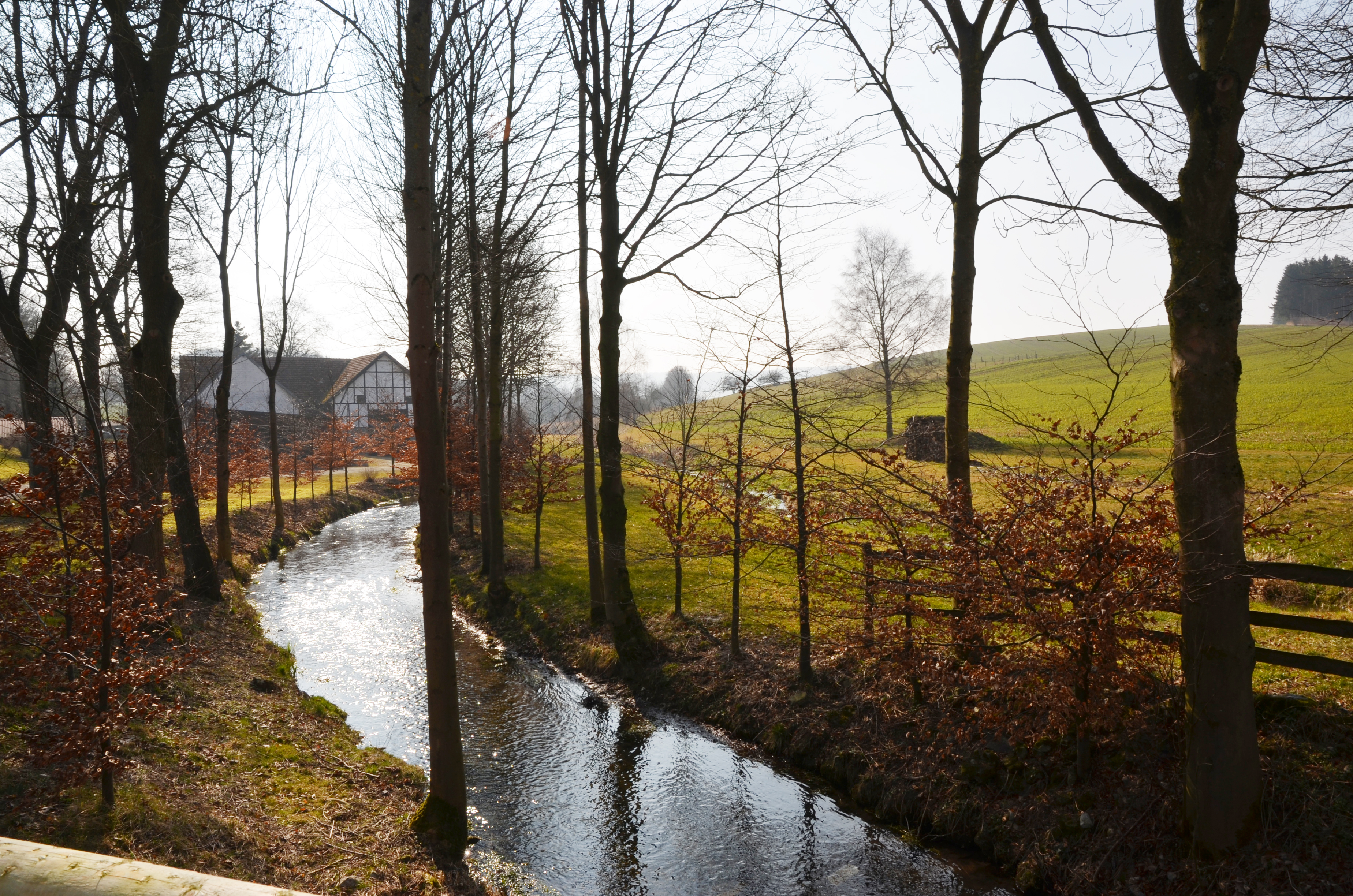
Die Aa

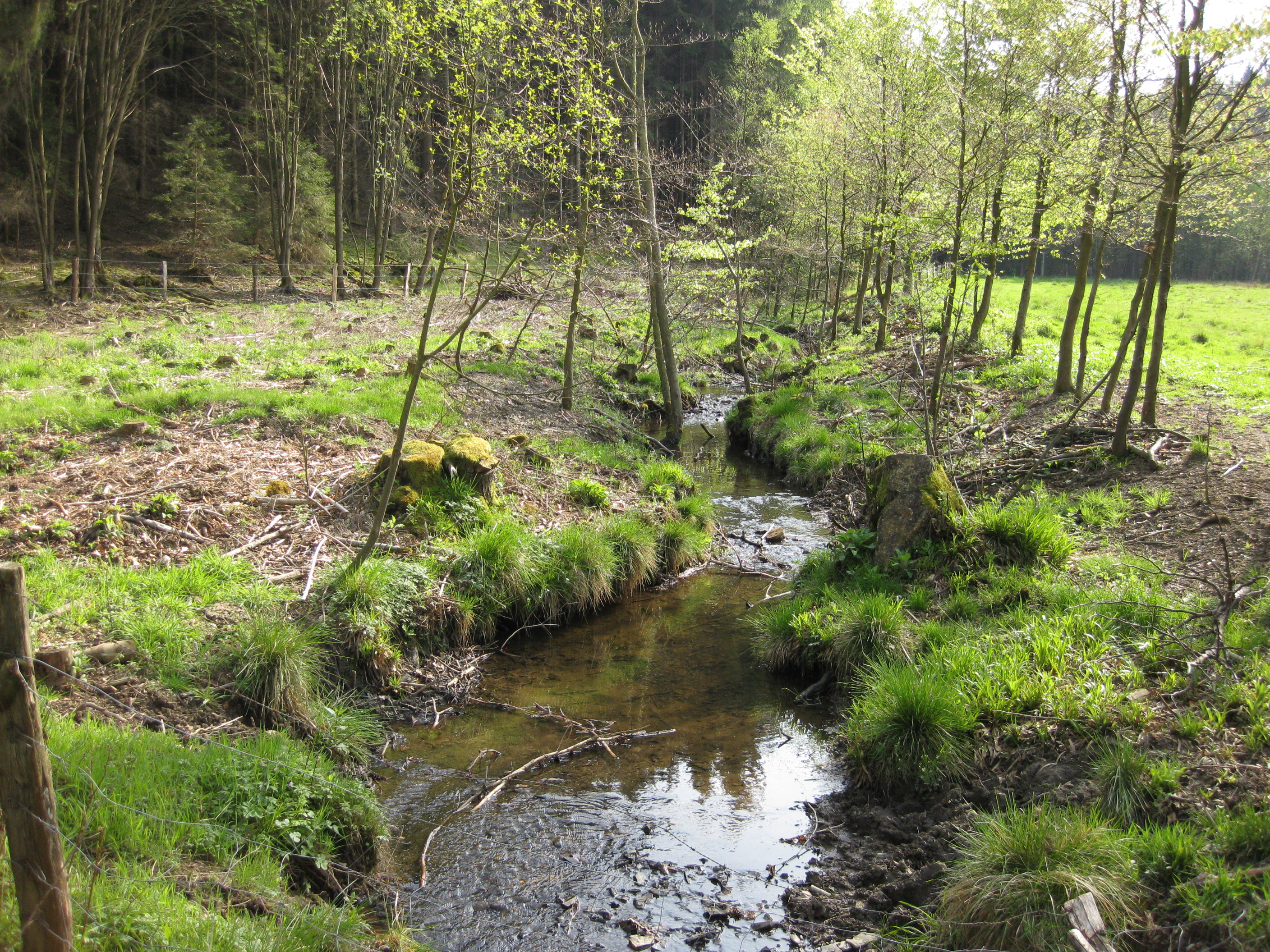
Die Steinbecke

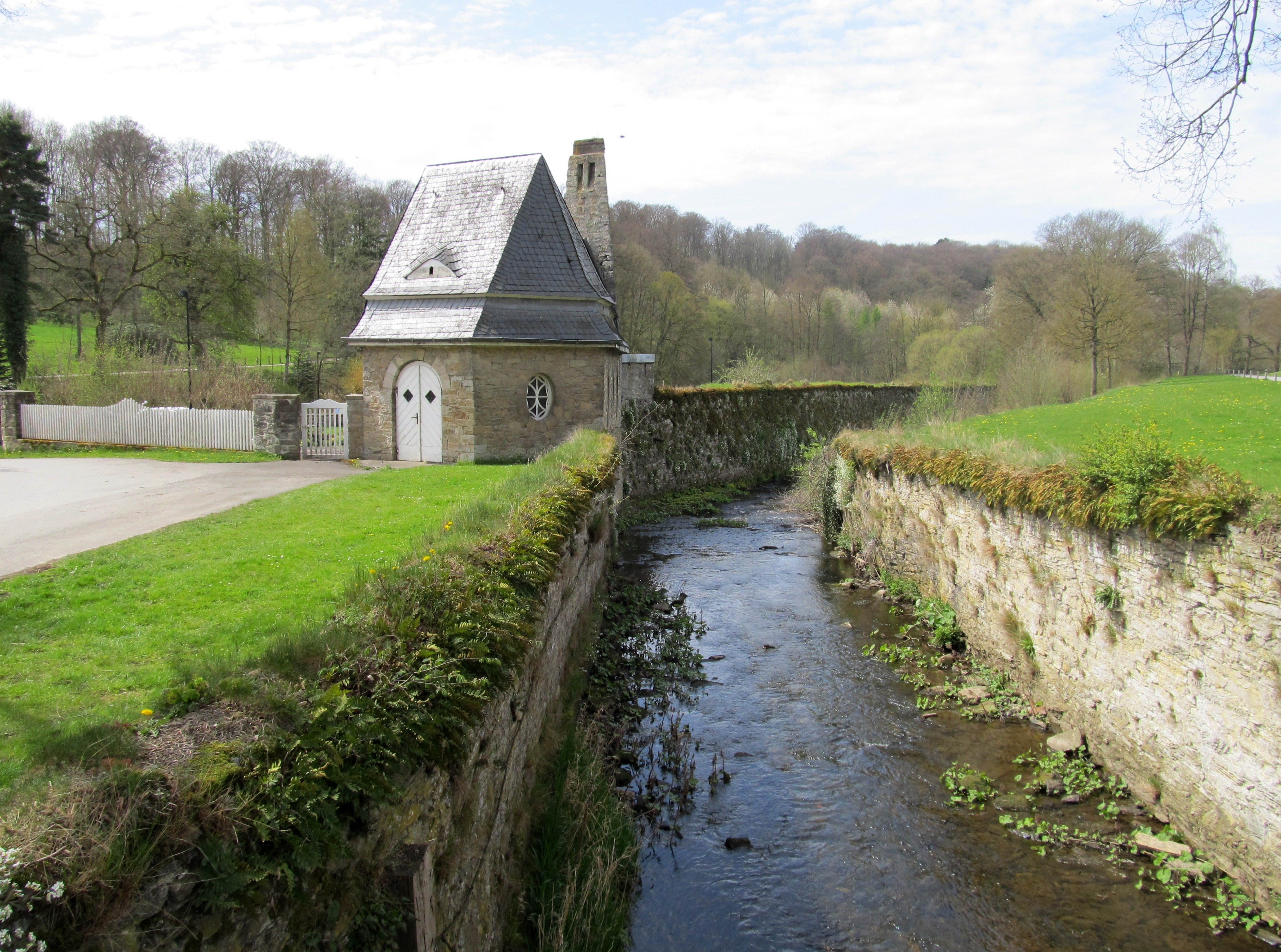
Die Glenne

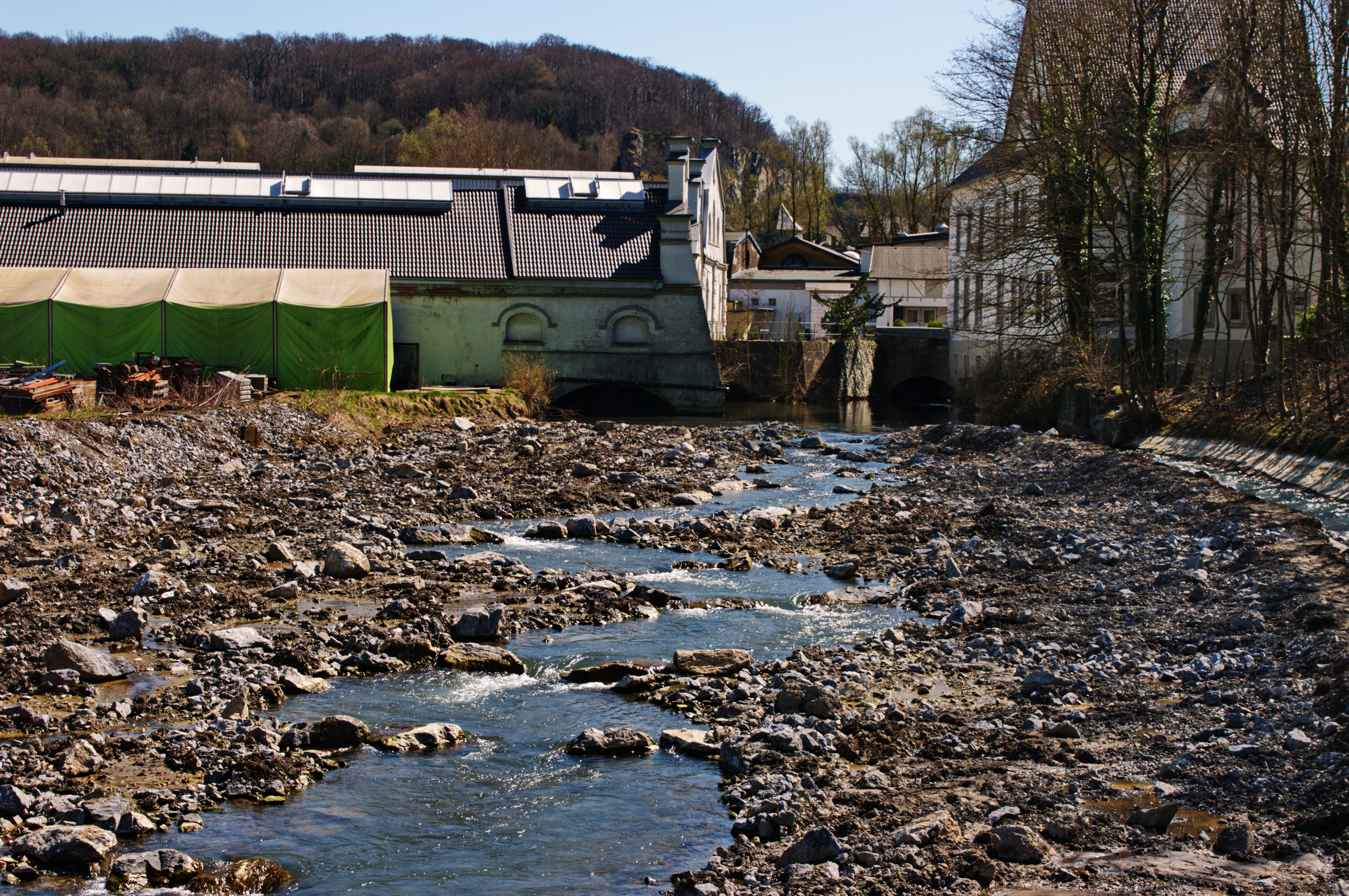
Die Wester

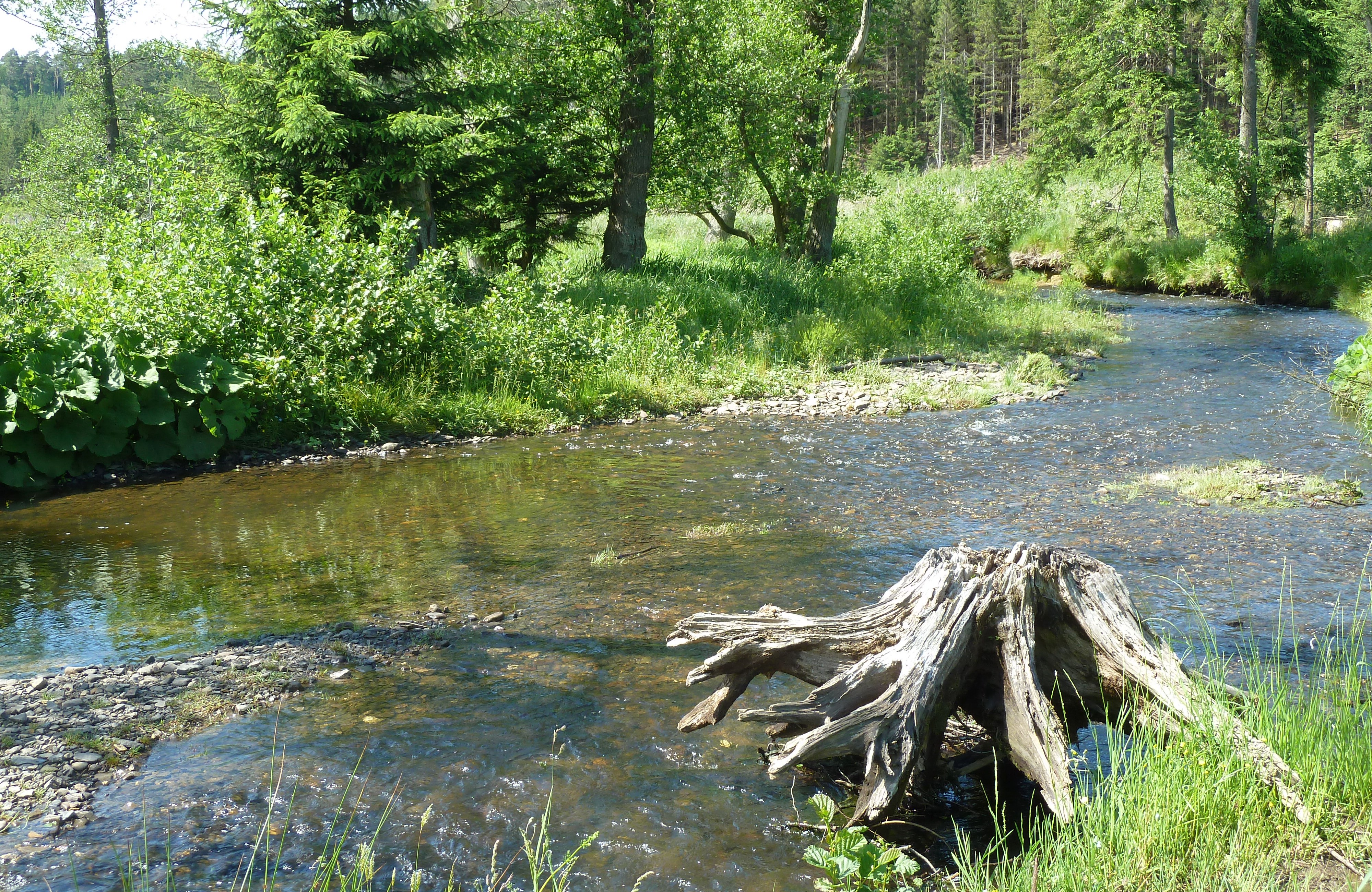
Die Heve

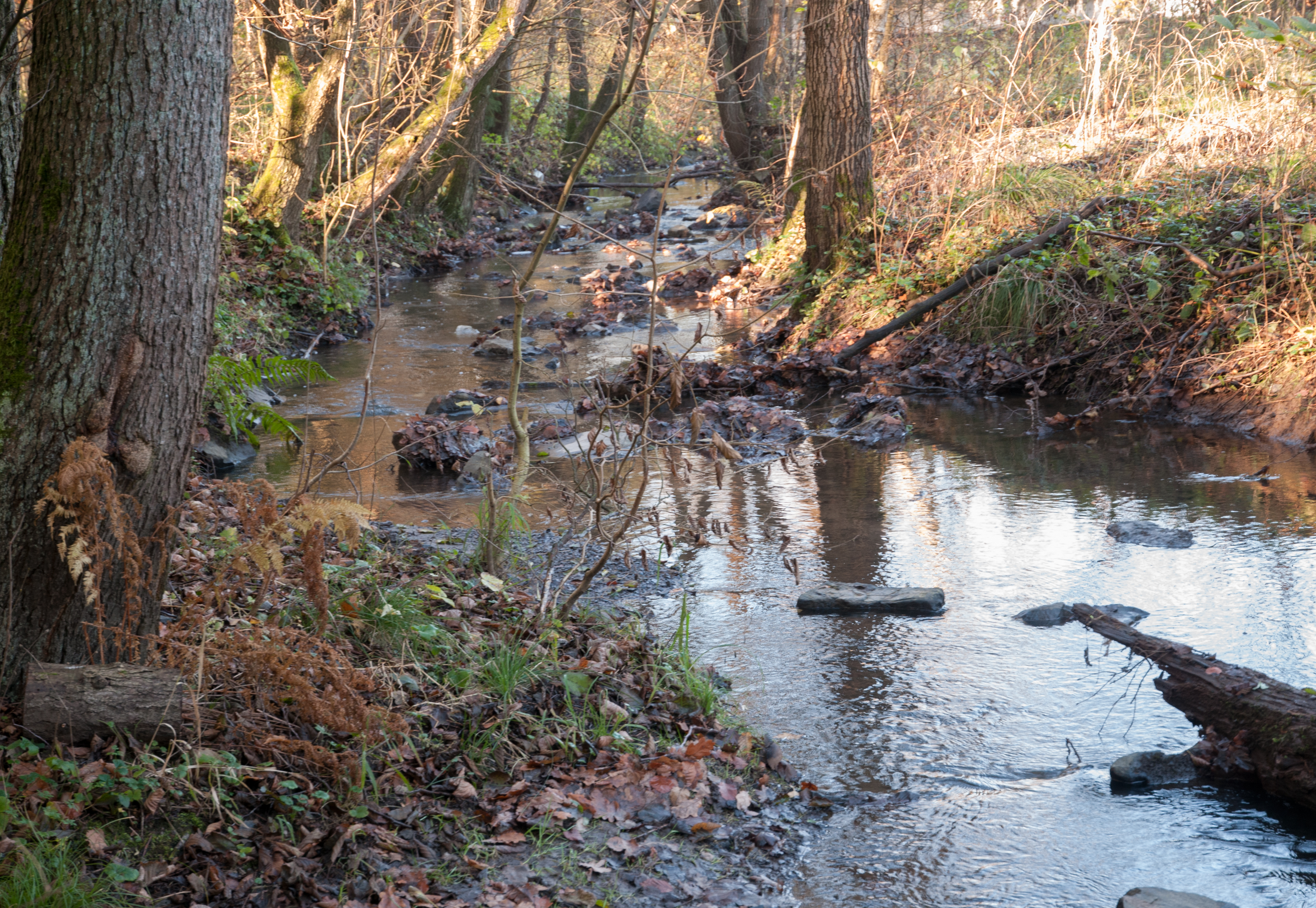
Die Aupke

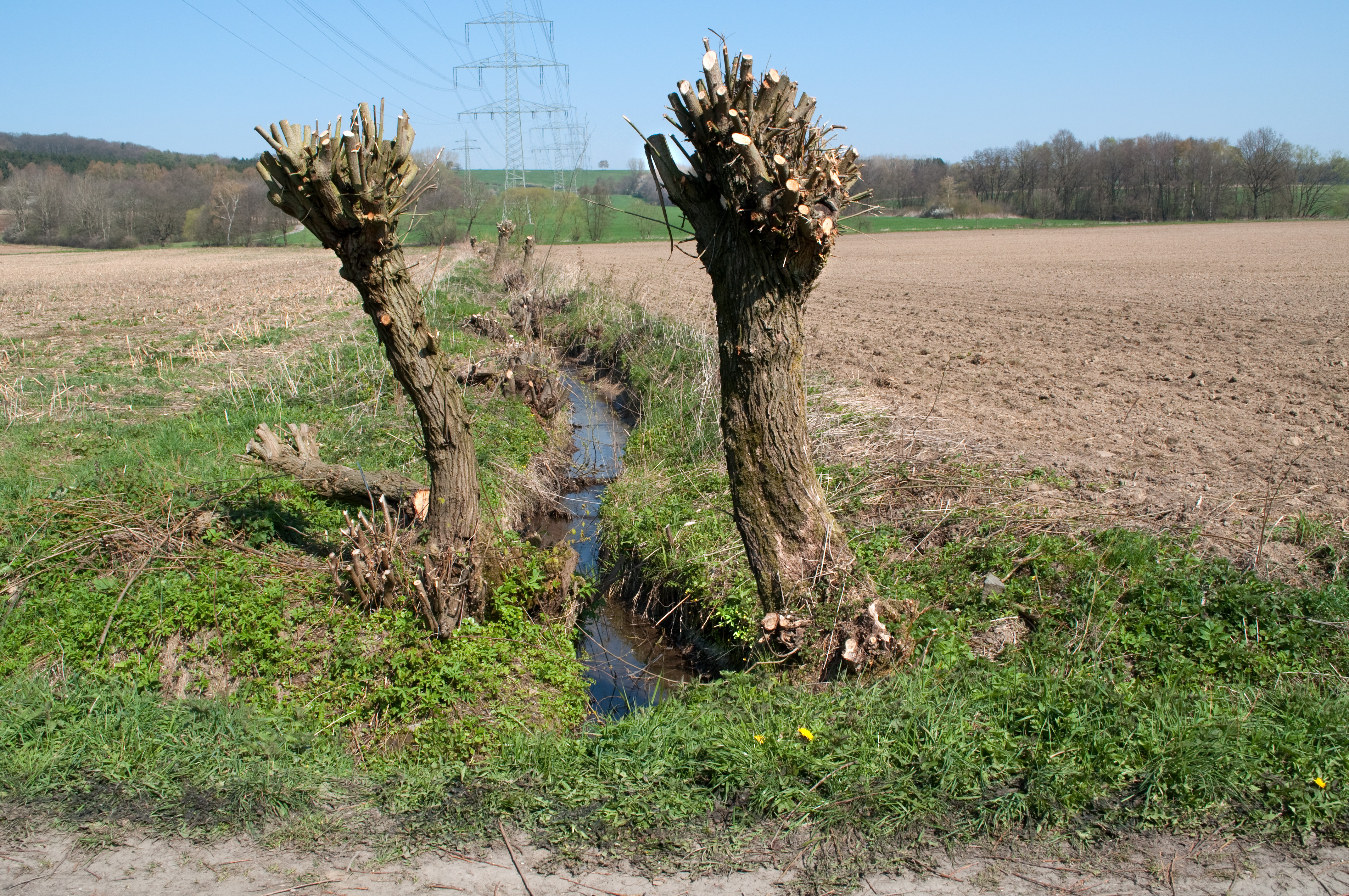
Erlenbach, rechter Möhnezufluss bei Neheim-Moosfelde

| Name              | Seite  | Länge (km) | EZG (km²) | Mündungshöhe (m ü. NHN) | Möhne- km | GKZ        |
| ----------------- | ------ | ---------- | --------- | ----------------------- | --------- | ---------- |
| N.N.              | links  | 1,3        |           | 438                     | 63,793    | 2762-112   |
| Aa                | links  | 7,4        | 23,071    | 385                     | 59,934    | 2762-12    |
| Goldbach          | links  | 3,3        | 2,477     | 373                     | 58,523    | 2762-132   |
| Bermecke          | links  | 4,7        | 4,400     | 358                     | 56,159    | 2762-14    |
| Steinbecke        | links  | 3,1        | 2,492     | 352                     | 55,011    | 2762-152   |
| Kettlersiepen     | links  | 0,9        |           | 350                     | 54,613    | 2762-1532  |
| Kielhackensiepen  | rechts | 0,9        | 0,337     | 349                     | 54,441    | 2762-1534  |
| Altes Knicksiepen | links  | 1,0        |           | 343                     | 53,748    | 2762-154   |
| Hengelsbach       | rechts | 1,9        | 1,120     | 335                     | 52,567    | 2762-156   |
| N.N.              | links  | 1,8        |           | 318                     | 50,161    | 2762-158   |
| Romecke           | rechts | 4,3        | 7,087     | 314                     | 49,450    | 2762-16    |
| Pottsiepen        | links  | 1,5        | 0,555     | 312                     | 48,944    | 2762-1712  |
| Kniesiepen        | links  | 1,5        |           | 311                     | 48,766    | 2762-172   |
| Aalbach/Aalbecke  | rechts | 2,0        |           | 303                     | 47,294    | 2762-174   |
| Große Siemecke    | rechts | 1,5        |           | 298                     | 46,506    | 2762-176   |
| Rißneibach        | rechts | 3,5        | 4,930     | 291                     | 45,409    | 2762-178   |
| Biber             | links  | 8,2        | 10,929    | 292                     | 45,368    | 2762-18    |
| Küttelbieke       | rechts | 5,3        | 9,016     | 279                     | 42,964    | 2762-194   |
| Silberbach        | links  | 1,9        |           | 278                     | 42,696    | 2762-196   |
| Glenne            | links  | 17,1       | 67,296    | 271                     | 40,879    | 2762-2     |
| Belecker Siepen   | links  | 1,8        |           | 264                     | 39,722    | 2762-312   |
| Große Dumecke     | rechts | 2,9        | 10,139    | 258                     | 37,962    | 2762-32    |
| Wester            | links  | 14,3       | 54,496    | 252                     | 36,360    | 2762-4     |
| Mülmecke          | links  | 3,2        | 1,653     | 251                     | 35,986    | 2762-512   |
| Bormelsbach       | rechts | 1,6        | 2,730     | 247                     | 35,404    | 2762-514   |
| Breites Siepen    | links  | 1,5        |           | 245                     | 34,443    | 2762-5152  |
| Remelsbach        | rechts | 1,8        | 2,851     | 245                     | 33,965    | 2762-516   |
| Quamecke          | links  | 3,8        | 5,428     | 238                     | 32,259    | 2762-52    |
| Mühlengraben      | rechts | 1,8        |           | 230                     | 31,954    | 2762-53312 |
| N.N.              | rechts | 1,2        |           | 233                     | 30,653    | 2762-532   |
| N.N.              | links  | 0,9        |           | 233                     | 30,595    | 2762-5332  |
| Eilmecke          | links  | 1,4        |           | 227                     | 27,684    | 2762-534   |
| Untergraben       | rechts | 1,0        |           | 224                     | 26,374    | 2762-536   |
| Wanne             | links  | 3,8        | 6,261     | 222                     | 25,955    | 2762-54    |
| N.N.              | rechts | 1,2        |           | 220                     | 25,336    | 2762-552   |
| Merpke            | rechts | 2,7        |           | 219                     | 24,827    | 2762-554   |
| Fismecke          | links  | 2,6        |           | 218                     | 23,797    | 2762-556   |
| Burmecke          | links  | 1,9        |           | 216                     | 23,372    | 2762-558   |
| Srietmecke        | links  | 1,4        | 0,654     | 214                     | 22,169    | 2762-56    |
| Bremecke          | links  | 2,4        |           | 214                     | 21,951    | 2762-572   |
| Halbefuhrsiepen   | links  | 1,7        |           | 214                     | 21,792    | 2762-5732  |
| N.N.              | links  | 2,2        |           | 214                     | 20,755    | 2762-574   |
| Wameler Bach      | rechts | 2,7        |           | 214                     | 20,597    | 2762-576   |
| Ohlenbusch        | rechts | 0,9        |           | 214                     | 20,227    | 2762-578   |
| Förmeckesiepen    | links  | 2,0        | 1,055     | 214                     | 20,115    | 2762-58    |
| N.N.              | links  | 1,8        |           | 214                     | 19,301    | 2762-592   |
| Mühlensiepen      | links  | 0,7        |           | 214                     | 17,762    | 2762-594   |
| Messenhelle       | rechts | 1,9        |           | 214                     | 16,718    | 2762-598   |
| Heve              | links  | 13,8       | 91,127    | 214                     | 13,276    | 2762-6     |
| Westricher Bach   | rechts | 1,8        | 2,225     | 184                     | 11,668    | 2762-714   |
| Brünningser Bach  | links  | 2,2        |           | 177                     | 10,178    | 2762-7152  |
| N.N.              | rechts | 0,9        |           |                         | 8,642     | 2762-7154  |
| Mahlmecke         | links  | 2,7        | 1,771     | 173                     | 8,247     | 2762-716   |
| Obergraben        | rechts | 1,1        |           | 173                     | 7,304     | 2762-7172  |
| Ostbach           | links  | 2,1        | 0,848     |                         | 6,800     | 2762-718   |
| Hohlsiepen        | rechts | 2,0        | 3,185     | 165                     | 5,745     | 2762-72    |
| N.N.              | links  | 0,9        | 0,259     | 167                     | 5,106     | 2762-792   |
| N.N.              | links  | 0,9        |           |                         | 4,537     | 2762-794   |
| N.N.              | links  | 1,6        |           | 161                     | 4,342     | 2762-796   |
| Aupke             | links  | 5,5        | 7,309     | 160                     | 3,296     | 2762-8     |
| Erlenbach         | rechts | 1,7        |           |                         | 3,053     | 2762-912   |
| Höinger Bach      | rechts | 1,8        | 0,963     | 159                     | 2,763     | 2762-92    |
| Herbecke          | links  | 1,6        | 2,070     | 155                     | 1,377     | 2762-94    |

### Stauseen

#### Möhnesee

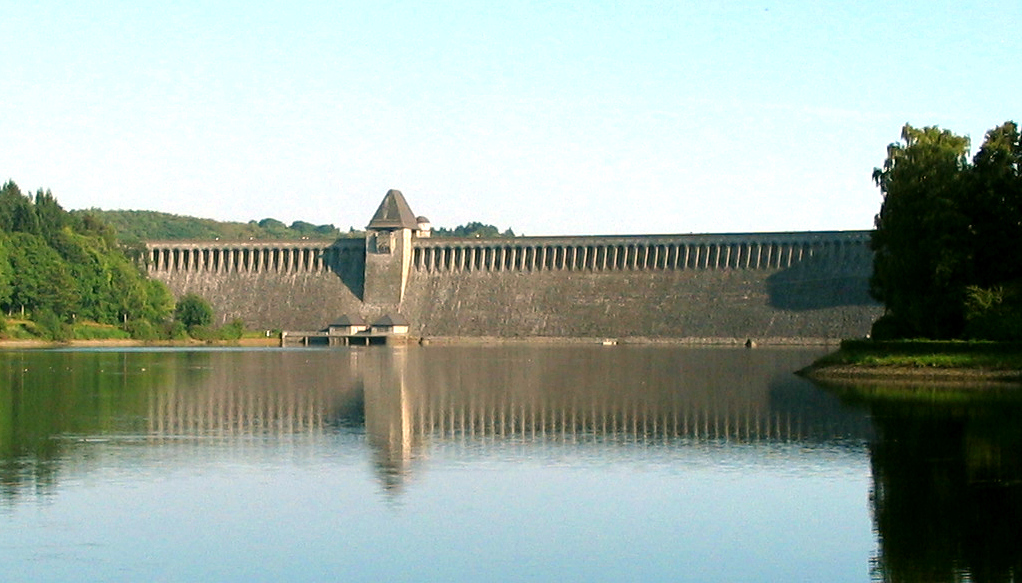
Die Staumauer der Möhnetalsperre

Die Möhne wird zwischen Völlinghausen und Günne im Möhnesee (213,7 m) gestaut. Die Sperrmauer befindet sich bei Stationierungskilometer 12,15. Der dahinter liegende See erstreckt sich über 10,4 km und endet bei Stationierungskilometer 22,5. Unterhalb der Sperrmauer liegt das Ausgleichsbecken (Ausgleichsweiher genannt) der Talsperre zwischen Stationierungskilometer 11,4 und 12,15.

#### Enser See
Unterhalb von Steetsberg wird die Möhne zwischen den Stationierungskilometern 4,45 und 5,15 durch den Enser See (162,5 m) erneut gestaut.

## Wasserwirtschaft
Die Möhne hat besondere Bedeutung für die Trinkwassergewinnung, insbesondere für das Ruhrgebiet. Über den Möhnestausee und weitere Stauseen im Einzugsgebiet der Ruhr kann der Wasserstand der Ruhr so geregelt werden, dass etwa 2,2 Mio. Menschen im größten Ballungsraum Nordrhein-Westfalens gleichmäßig mit Wasser versorgt werden können. Jedoch hat die gesetzeswidrige Ausbringung von Klärschlämmen durch Bauern im Einzugsgebiet der Möhne das Wasser des Flusses nachhaltig mit perfluorierten Tensiden (PFT) belastet. Im Sommer 2006 wurden im Wasser des Rheins unterhalb der Ruhrmündung erhöhte Konzentrationen perfluorierter Tenside nachgewiesen. Die Verunreinigungen konnten bis in die Möhne verfolgt werden. Als Folge muss die Konzentration des als krebserregend geltenden Stoffes im Flusssystem der Ruhr durch Wasser aus anderen Stauseen als dem Möhnesee so weit herabgesetzt werden, dass sie als unbedenklich gelten. Nach einer 2007 erfolgten Teilsanierung von belasteten Ackerflächen in Brilon-Scharfenberg sollte 2008 ein weiterer verseuchter Acker in Rüthen aufwendig saniert werden, um die Belastung des Wassers weiter zu verringern.

## Biber
Im Jahr 1877 wurde der letzte Biber in Westfalen an der Möhne abgeschossen. Über 150 Jahren später, im Jahr 2021, kam es an der Möhne im Arnsberger Staatswald erstmal wieder zu Beobachtungen dieser Tiere. 2025 stellte man die Wiederbesiedlung des Möhneunterlaufs im Naturschutzgebiet Unterlauf der Möhne durch den Biber, nach etwa 200 Jahren Abwesenheit durch Ausrottung, fest. Die Biber besiedelten einen Bereich, in dem der Angelverein Gut Wasserwaid 1993 Renaturierungs-Maßnahmen durchgeführt hatte. Damals pflanzte man 10.000 Bäume, meisten Weiden und Erlen. 2006 wurde das Flussbett über eine Länge von 600 Metern auf bis zu 50 Meter verbreitert.